# Liste des abbés de Saint-Florent lès Saumur
Liste des abbés de Saint-Florent lès Saumur :

## Xesiècle
- Hélias
- Amalbert (....-986)
- Robert (986-1011)

## XIesiècle
- Adhebert
- Giraud (1013-1022)
- Frédéric (....-1055)
- Sigo
- Guillaume de Dol (....-1118)

## XIIesiècle
- Étienne (....-1130)
- Mathieu (....-1155)
- Étienne de la Rochefoucauld (1155-1156)
- Oger (1156)
- Philippe (1156-1160)
- Froger (1160-1174)
- Raduple (1174-1176)
- Mainier (1176-1202)

## XIIIesiècle
- Michel (1202-1220)
- Jean de Loudun (1220)
- Nicolas Olivier (1220-1221)
- Ithier (1221-1223)
- Geoffroy de Vallée (1223-1227)
- Geoffroy de Vendôme (1227-1249)
- Renaud (1249-1251)
- Pierre de Nouzilly (1251-1253)
- Roger (1253-1268)
- Geoffroy Moretel (1268- après 1270)
- Guillaume Lorier (....- avant 1281)

## XIVesiècle
- Renault II de Saint Rémy (1281 ou 1282- 1310, abdication)
- Jean II Milet (samedi après l'octave (2 mai) de Pâques 1310 - 30 septembre 1324)
- Bertrand (novembre 1324 - 24 novembre 1333)
- Hélie II ou Élias de Saint-Yrieix (juin 1335 - 1344)
- Pierre du Puy (13 septembre 1344 - 1354)
- Jean III (1354 - ????) (incertain)
- Guillaume IV de Chanac (30 avril 1354 - 22 septembre 1368)
- Guillaume V de Luc (26 septembre 1368 - mai 1390)
- Jean IV Gordon (14 août 1390 - 20 septembre 1404)

## XVesiècle
- Jean VI du Bellay, dit l'Aîné (24 novembre 1404 - 1431, abdication)
- Jean V du Bellay, dit le Jeune (20 avril 1431 - 16 novembre 1474, abdication)
- Louis du Bellay (novembre 1474 - 7 septembre 1504)

## XVIesiècle
- Jean de Mathefelon (1504-1518)
- Jacques Leroy, dernier abbé régulier (1518-1537)

## Abbés commendaires
- 1518-1523 : Adrien Gouffier de Boisy
- 1537-1538 : François  de Tournon
- 1538-1586 : Jacques de Castelnau de Clermont-Lodève
- 1587-1610 : François de Joyeuse
- 1610-1631 : Gilles de Souvré
- 1632-1645 : Charles Bouvard (†  11 mars 1645) fils de Charles Bouvard
- 1645-1649 : Jules Mazarin
- 1649-1685 : Girolamo Grimaldi-Cavalleroni
- 1685-1700 : François d'Anglure de Bourlemont
- 1700-1730 : Michel Poncet de La Rivière
- 1730-1767 : André Bernard Constance de Forbin d'Oppède